# Makoto Bozono
Makoto Bozono (japanisch 坊薗 真琴 Bozono Makoto; * 5. August 1980 in Tokio) ist eine japanische Fußballschiedsrichterassistentin.
Seit 2015 steht sie auf der Liste der FIFA-Schiedsrichter und leitet internationale Fußballspiele.
Bozono war unter anderem Schiedsrichterassistentin beim Algarve-Cup 2017, bei der U-17-Weltmeisterschaft 2018 in Uruguay, bei der Weltmeisterschaft 2019 in Frankreich und beim olympischen Fußballturnier 2020 in Tokio (meist als Assistentin von Yoshimi Yamashita).